# Eduard Spoelgen
Eduard Spoelgen (* 8. Mai 1877 in Aachen; † 29. September 1975 in Bonn) war ein deutscher Architekt, kommunaler Baubeamter und Kommunalpolitiker (Zentrum / CDU), von 1945 bis 1948 war er Oberbürgermeister der Stadt Bonn.

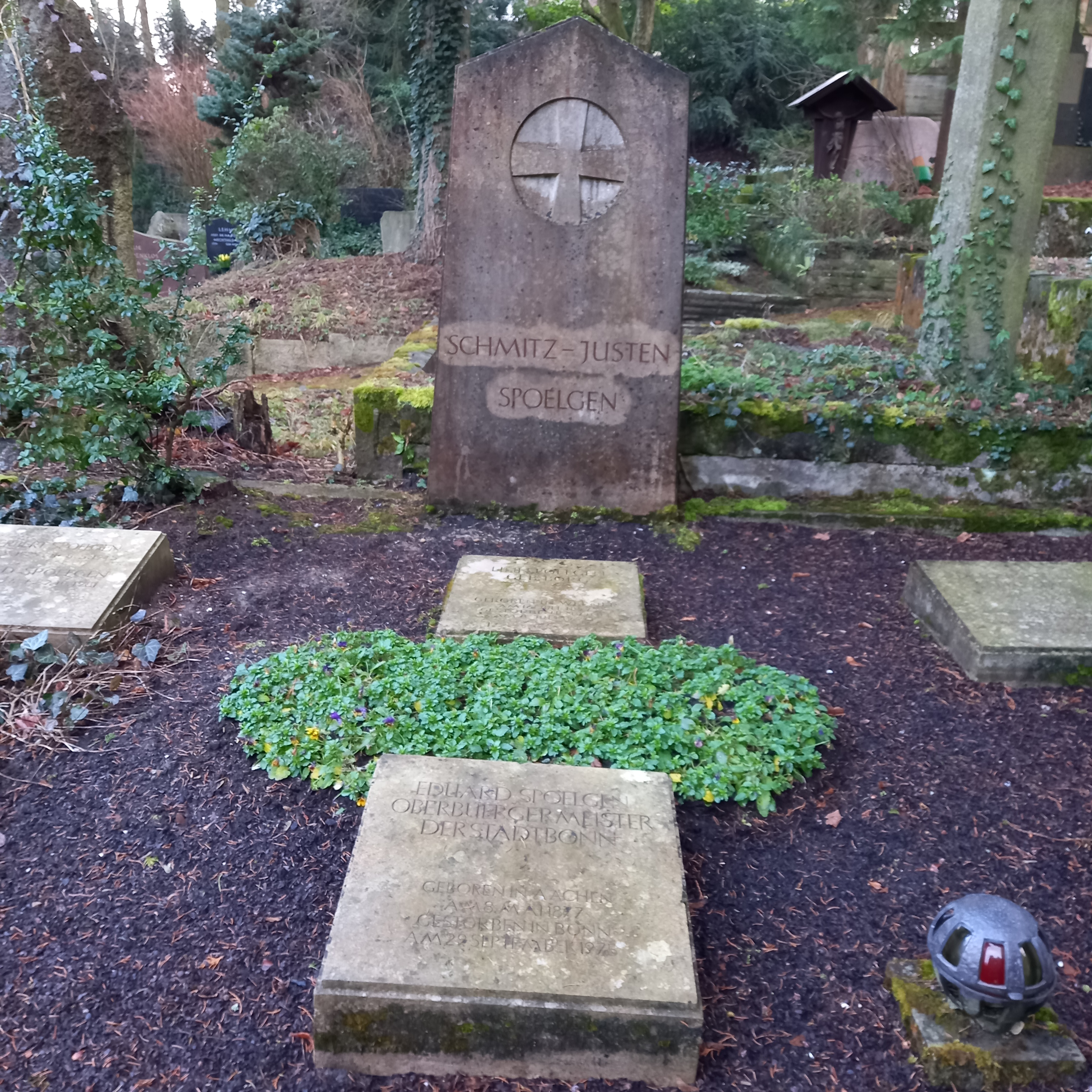
Das Grab von Eduard Spoelgen und seiner Ehefrau Lini geborene Borg auf dem Kessenicher Bergfriedhof in Bonn

## Leben
Eduard Spoelgen war der Sohn des Altphilologen Johann Spoelgen, der als Oberlehrer am Realgymnasium in Aachen unterrichtete. Nach dem Studium und ersten Tätigkeiten im Rahmen seines Referendariats in Berlin, Köln und Elberfeld sowie als Stadtbauinspektor in Essen kam Spoelgen 1920 nach Bonn, wo er als Beigeordneter die Leitung des Hochbau- und Städtebau-Dezernats übernahm.
Seine erste Bewährungsprobe hatte Spoelgen, als 1923 Oberbürgermeister Johannes Falk und andere hohe Beamte von der französischen Besatzungsmacht aus dem besetzten Gebiet ausgewiesen wurden. Mit der kommissarischen Leitung der Stadtverwaltung beauftragt, leitete er die Verteidigung des Alten Rathauses gegen die Separatisten.
Nach der Machtübernahme durch die NSDAP in Bonn im März 1933 suspendierte der kommissarische Oberbürgermeister Ludwig Rickert nahezu alle leitenden Beamten, darunter auch Spoelgen. Ein Jahr später erfolgte die Zwangspensionierung.
Spoelgen kehrte in seine Heimatstadt zurück und arbeitete dort als Konservator bzw. Baupfleger bei der Diözese Aachen.
Zwölf Tage nach der Besetzung Bonns im März 1945 beriefen die US-amerikanischen Besatzer ihn erneut an die Spitze der Stadtverwaltung. Spoelgen war Vorsitzender zunächst des Fünferrats und später des Zwölferrats. Nach der Einführung der Doppelspitze in den Kommunen durch die Briten hatte er sowohl das Amt des Oberbürgermeisters als auch das des Leiters der Verwaltung inne, bis 1947 Johannes Langendörfer Oberstadtdirektor wurde.
1948 ging Spoelgen in den Ruhestand.
Neben seinem Amt als Oberbürgermeister war Spoelgen von 1945 bis 1949 Vorsitzender des Verschönerungsvereins für das Siebengebirge (VVS), der ihn anschließend zum Ehrenmitglied ernannte. Darüber hinaus wirkte er im Vorstand des Rheinischen Vereins für Denkmalpflege und Landschaftsschutz. Von 1957 bis 1965 übernahm er den Vorsitz des Kuratoriums des St.-Johannes-Hospitals, dem er bereits seit 1945 als Mitglied angehörte.
Er war Mitglied der katholischen Studentenverbindung KStV Carolingia Aachen.

## Auszeichnungen
- Die Rheinische Friedrich-Wilhelms-Universität Bonn ernannte Eduard Spoelgen wegen seiner Verdienste um die Hochschule während der Besatzungszeit im Februar 1926 zum Ehrenbürger und später zum Ehrensenator.
- 1949, ein Jahr nach seinem Ausscheiden als Oberbürgermeister, erhielt er die Ehrenbürgerwürde der Stadt Bonn.
- 1983 wurde eine Straße in Bonn-Castell nach ihm benannt.[2]

## Schriften
- (als Herausgeber): Bonn und seine nähere und weitere Umgebung. Bonn 1926.
- Denkmalpflege und Heimatschutz beim planerischen Aufbau unserer Städte. Die Stadt Bonn als Beispiel. In: Die Heimat lebt. Vermächtnis und Verpflichtung. (= Jahrbuch des Rheinischen Vereins für Denkmalpflege und Heimatschutz, 1955/1956.) Neuss 1956, S. 64–77.
- Aus Bonns jüngster Vergangenheit. Erinnerungen von Eduard Spoelgen. In: Bonner Geschichtsblätter, 15. Jahrgang 1961, S. 417–469.
- Aus Bonns jüngster Vergangenheit. Erinnerungen an die Jahre 1923, 1924 und 1925. In: Bonner Geschichtsblätter, 18. Jahrgang 1964, S. 117–153.